# Старо гробље у месту Плављане
Старо гробље у месту Плављане, насељеном месту на територији општине Пећ, на Косову и Метохији, представља непокретно културно добро као споменик културе.
Према народном предању, гробље је старо шест векова. У једном његовом делу су сачуване надгробне плоче, док су у другом камени надгробни споменици у облику крстова.

## Основ за упис у регистар
Решење Покрајинског завода за заштиту споменика културе у Приштини, бр. 976 од 27. 12. 1966. г. Закон о заштити споменика културе (Сл. гласник СРС бр. 3/66).